# Zygmunt Karol Biernacki
Zygmunt Karol Biernacki (ur. 28 lutego 1895 w Skierniewicach, zm. wiosną 1940 w Katyniu) – chorąży piechoty Wojska Polskiego, ofiara zbrodni katyńskiej.

## Życiorys
Urodził się w rodzinie Pawła i Marii z Milewskich. Członek „Zarzewia”, skautingu, Strzelca i POW. Od 1918 w 2 pułku piechoty Polskiej Siły Zbrojnej. Następnie w Wojsku Polskim, walczył w wojnie 1920 r.
W kampanii wrześniowej wzięty do niewoli radzieckiej, osadzony w Kozielsku. Został zamordowany wiosną 1940 w lesie katyńskim. Figuruje na liście wywózkowej LW 017/1 z 1940 r.

## Ordery i odznaczenia
- Medal Niepodległości z 16 III 1933[1]